# Pilzno 1
Pilzno 1 (czeski: Plzeň 1) – drugi pod względem liczby ludności miejski region Pilzna, położony w północnej części. Obwód w obrębie swoich granic założony został w 1981 roku w związku z rozwojem osiedla na jego terytorium. Zawiera część historyczną Roudná, willową dzielnicę Lochotín i Bílá Hora, a przede wszystkim osiedle Severní Předměstí (dzielnica mieszkaniowa Bolevec, Lochotín, Košutka i Vinice). 